# Bhatia guamensis
Bhatia guamensis är en insektsart som beskrevs av Metcalf 1946. Bhatia guamensis ingår i släktet Bhatia och familjen dvärgstritar. Inga underarter finns listade i Catalogue of Life.